# Pucked
Pucked är en amerikansk film från 2006. Den är regisserad av Arthur Hiller och skriven av Matty Simmons, William Dozier, Sal Catalano och Shakes Mutlin.

## Handling
Frank är en inte alltför smart före detta advokat som tror att han fått jackpot när han får ett kreditkort på posten. Han börjar finansiera sin dröm, ett kvinnligt hockeylag.

## Om filmen
Filmen är inspelad i Greensboro, Lexington och Winston-Salem, samtliga i North Carolina, USA. Den hade världspremiär i USA den 10 februari 2006.

## Rollista
- Jon Bon Jovi – Frank Hopper
- Estella Warren – Jessica
- David Faustino – Carl
- Curtis Armstrong – vaktmästare
- Nora Dunn – Leona
- Cary Elwes – Norman
- Pat Kilbane – Elvis
- Danielle James – Danielle

### Webbkällor
- Pucked på Internet Movie Database (engelska)